# Apoboleus curvicercus
Apoboleus curvicercus är en insektsart som beskrevs av Jennifer L. Hollis 1960-1990. Apoboleus curvicercus ingår i släktet Apoboleus och familjen gräshoppor. Inga underarter finns listade i Catalogue of Life.